# XII Brigada Antiaérea
La XII Brigada Antiaérea (Flak-Brigade XII) fue una unidad de la Luftwaffe durante la Segunda Guerra Mundial.

## Historia
Fue formada en diciembre de 1941 en Guernsey (inicialmente también conocida como la Brigada Antiaérea Kanalinseln). 

## Comandantes
- Mayor general Adolf Gerlach – (13 de noviembre de 1941 – 17 de diciembre de 1943)
- Coronel Paul Koester – (1 de diciembre de 1943 – noviembre de 1944)

## Orden de Batalla
El 1 de abril de 1943 es reemplazado por el Grupo de Estado Mayor/XI Brigada Antiaérea y es trasladada a Saintes, y en el verano 1943 como Grupo de Estado Mayor/12.º Brigada Antiaérea. Controlando las siguientes unidades:
- 86.º Regimiento Antiaéreo en Saintes

Otros?
Organización del 1 de noviembre de 1943:
- 45.º Regimiento Antiaéreo (v) en Burdeos
- 86.º Regimiento Antiaéreo (v) en Saintes

Organización del 1 de enero de 1944:
- 45.º Regimiento Antiaéreo (v) en Burdeos
- 86.º Regimiento Antiaéreo (v) en Narbona
- 18.º Regimiento Antiaéreo (motorizado) en Tolón
- 69.º Regimiento Antiaéreo (motorizado) en Marsella
- 85.º Regimiento Antiaéreo (v) en Tarascon
- 653.º Regimiento Antiaéreo (motorizado) en Saintes

Reducida al 45.º Regimiento Antiaéreo (v) y al 653.º Regimiento Antiaéreo (motorizado) en febrero de 1944.
El 159.º Regimiento Antiaéreo (E) uniéndose en marzo de 1944, cuando el 653.º Regimiento Antiaéreo (motorizado) deja la brigada en abril de 1944.
Organización del 1 de junio de 1944:
- 45.º Regimiento Antiaéreo (v) en Burdeos
- 159.º Regimiento Antiaéreo (Ferroviario)
- 159.º Regimiento Antiaéreo (E) deja la brigada en junio de 1944, pero retorno en julio de 1944.

Retirándose desde Francia en agosto de 1944 en Elsaß (desde septiembre de 1944 con ningunas de las unidades adheridas), y en noviembre de 1944 como 145.º Regimiento Antiaéreo.

## Subordinados
| diciembre de 1941 – octubre de 1943?; febrero de 1944 – septiembre de 1944 | Comando Administrativo Aéreo Francia Occidental |
| octubre de 1943 – febrero de 1944                                          | 11.º División Antiaérea                         |
| agosto de 1944 – octubre de 1944                                           | V Comando Administrativo Aéreo                  |